# Nikola Špirić
Nikola Špirić (ur. 4 września 1956 w Drvarze) – polityk bośniacki, premier Bośni i Hercegowiny od 4 stycznia 2007 do 12 stycznia 2012.

## Życiorys
Spirić z wykształcenia jest profesorem ekonomii. Uczęszczał do szkół w Sarajewie, gdzie potem również studiował finanse publiczne na miejscowym uniwersytecie. Od 1992 jest profesorem na Uniwersytecie w Banja Luce.
Z pochodzenia jest Serbem. Zajmował wiele funkcji państwowych. Od 2002 do 2006 zasiadał w Zgromadzeniu Narodowym Bośni i Hercegowiny. W latach 2002–2003 był przewodniczącym Izby Narodów. Od 2003 do 2004 oraz od 2005 do 2006 pełnił natomiast funkcję przewodniczącego Izby Reprezentantów.
Nikola Spirić jest członkiem Sojuszu Niepodległych Socjaldemokratów (Savez nezavisnih socijaldemokrata).
1 listopada 2007 podał się do dymisji w proteście przeciw reformom rządowym wprowadzanym z inicjatywy Wysokiego Przedstawiciela Miroslava Lajčáka. Uważał bowiem, że reforma zmniejszy wpływ bośniackich Serbów na podejmowanie decyzji. Jego rezygnacja ze stanowiska wywołała najpoważniejszy kryzys od czasu zakończenia wojny w Bośni.
Po podaniu się do dymisji pełnił tylko obowiązki szefa rządu. Jednak po zgodzie wszystkich trzech społeczności na reformę i zażegnaniu kryzysu, 28 grudnia 2007 Spirić został ponownie zatwierdzony przez parlament na stanowisku premiera. Zajmował je do 12 stycznia 2012, kiedy nowym szefem rządu został Vjekoslav Bevanda.